# Lorna Cepeda
Lorna Cepeda (Cartagena de Indias, 18 de noviembre de 1970), es una actriz colombiana.

## Biografía y carrera

### Primeros años
Nació el 18 de noviembre de 1970 en Cartagena de Indias, siendo hija de los abogados  José Cepeda y Yadhira Jiménez. En 1974, nació su hermana menor, Angie Cepeda, quien al igual que ella, también se convirtió en actriz. En 1997, estudió psicología en la Universidad del Norte, de Colombia.

### Trayectoria actoral
Entre 1997 y 1999, comenzó a prepararse como actriz bajo la enseñanza de Alfonso Ortiz. Posteriormente, entre 2002 y 2003, tomó clases con la actriz Vicky Hernández para continuar con su preparación actoral, en la que inicialmente adoptó el nombre artístico de Lorna Paz.
Comenzó su carrera artística como modelo. Luego se inició en la actuación en el año 1997. Su primer papel como actriz lo obtuvo en la serie Padres e hijos.
Es conocida por su actuación en la telenovela Yo soy Betty, la fea, en el papel de Patricia Fernández, la Peliteñida, y la serie Amas de casa desesperadas para Univision junto a Lucía Méndez y Bernie Paz. 
Trabajó en varias obras de teatro, entre las que destaca 10 reglas para no matar a su marido.

## Filmografía

### Cine
| Año  | Título                          | Personaje     |
| ---- | ------------------------------- | ------------- |
|      | En alquiler (Corto)             |               |
| 1996 | El día es hoy                   | Catalina      |
| 2009 | El Man, El súper héroe nacional |               |
| 2017 | Donaire y Esplendor             | Vanessa Broce |
| 2018 | Periodo de prueba               | Andrea        |
| 2019 | El que se enamora pierde        | Clemencia     |

### Realities
| Año  | Título                              | Rol          |
| ---- | ----------------------------------- | ------------ |
| 2015 | Tu cara me suena                    | Participante |
| 2018 | Colombia Ríe                        | Jurado       |
| 2021 | MasterChef Celebrity                | Participante |
| 2022 | Dancing with the Stars (Costa Rica) | Ganadora     |

### Televisión
| Año       | Título                                | Personaje                          |
| --------- | ------------------------------------- | ---------------------------------- |
| 1997      | Padres e hijos                        | Magali                             |
| 1997      | Dulce martirio                        | Martirio                           |
| 1998      | El amor es más fuerte                 | Natalia                            |
| 1998      | Amor en forma                         | Juliana                            |
| 1999-2001 | Yo soy Betty, la fea                  | Patricia Fernández, la Peliteñida  |
| 2001      | Provócame                             | Margarita Pineda                   |
| 2002      | Mi pequeña mamá                       | Cassandra                          |
| 2002      | Bésame, tonto                         |                                    |
| 2003      | Dr. Amor                              | Ángeles Garcia                     |
| 2004-2005 | Casados con hijos                     | Dolores de Rocha, Lola             |
| 2006      | Guayoyo Express                       | Pola                               |
| 2006      | La diva                               | Victoria                           |
| 2006      | Amas de casa desesperadas             | Leonor Guerrero                    |
| 2007      | Tiempo final                          | La Negra                           |
| 2008      | Amor, mentiras y vídeo                | Ángela                             |
| 2010      | Chepe Fortuna                         | Petra de Meza, la Celosa           |
| 2012      | Casa de reinas                        | Petra de Meza, la Celosa           |
| 2013-2014 | Los graduados                         | Juana                              |
| 2016      | Mujeres asesinas                      | Perla, la Anfitriona               |
| 2016      | El tesoro                             | Nazly de Otero                     |
| 2016      | 3 familias                            | Loraine de Plaza                   |
| 2019      | El man es Germán                      | Cecilia                            |
| 2019      | La tía Ceci                           | Cecilia Rico, Ceci                 |
| 2019      | Tormenta de Amor                      | Alicia Lasso                       |
| 2019      | Los Briceño                           | Minerva                            |
| 2020      | Decisiones: Unos ganan, otros pierden | Vanesa Ep: Condenada por ser bella |
| 2020      | Enfermeras                            | Ella misma                         |
| 2021      | Pa' quererte                          | Magaly Coronado                    |
| 2021      | Última hora                           | Celeste                            |
| 2022      | Hasta que la plata nos separe         | Rosaura Echeverri                  |
| 2022      | Aló, ¿Quién es?                       | Rosaura Echeverri                  |
| 2024-2025 | Betty, la fea: la historia continúa   | Patricia Fernández, la Peliteñida  |

## Premios y nominaciones

### Premios TVyNovelas
| Año  | Categoría               | Telenovela o Serie   | Resultado |
| ---- | ----------------------- | -------------------- | --------- |
| 2001 | Mejor actriz de reparto | Yo soy Betty, la fea | Ganadora  |

### Otros
- Premio INTE en USA a mejor actriz de reparto Yo soy Betty, la fea
- Premio del periódico El Tiempo a actriz de reparto por Yo soy Betty, la fea
- Premio MARA en Venezuela por Chepe Fortuna[23][24]